# Гален Марек
Га́лен Ма́рек (англ. Galen Marek), также известный под кодовым именем Старкиллер (англ. Starkiller) и Ученик (англ. The Apprentice) — антигерой, джедай из вселенной «Звёздных войн», созданный компанией LucasArts в сотрудничестве с Dark Horse Comics, Lego, Hasbro и Del Rey Books. Протагонист медиапроекта Star Wars: The Force Unleashed. Прототипом модели Старкиллера является американский актёр Сэм Уитвер, который подарил персонажу черты внешности и голос. После того, как Дарт Вейдер убил отца Галена, мальчик рос под присмотром владыки ситхов и стал его тайным учеником под именем «Старкиллер». Уитвер не считает персонажа политическим убийцей, он описывает его как «Шар разрушительной силы».
Старкиллер получил положительные отзывы критиков от портала IGN, где его роль в The Force Unleashed назвали «приятной и завершённой». Его образ в целом похвалили обозреватели Game Informer, UGO Networks и GameDaily. Ресурс GamesRadar раскритиковал внешний дизайн персонажа. На сайте GameSpot в голосовании «Лучший персонаж видеоигр всех времён» Старкиллер проиграл в первом же раунде Нико Беллику.

## История создания
Джордж Лукас попросил команду, работающую над проектом The Force Unleashed, создать совершенно нового персонажа — некоего дружелюбного Ситха. Прежде, чем у них получилась известная версия Старкиллера, разработчики предложили множество идей: контрабандист, подобный Хану Соло, герой-повстанец Вуки, некий «последний Скайуокер» (англ. "the last Skywalker") и наёмник со множеством различных приспособлений. При разработке образа Старкиллера были учтены отзывы от различных тестеров и людей в компании LucasArts. Разработчики сознательно решили не называть его настоящее имя в игре, но Шон Уильямс, на правах автора романа, решил, что у персонажа должно быть имя. В итоге в романе было использовано имя «Гален Марек».
Гален Марек был создан как противоположность Люка Скайуокера, а его имя происходит от «Энникин Старкиллер» (англ. «Annikin Starkiller») — имени Люка Скайуокера в ранней версии сценария фильма «Новая надежда». Разработчики посчитали, что во время создания персонажа его характеристики не должны быть строго определены какими-либо рамками. Также они не хотели, чтобы Старкиллер был однозначно отрицательным героем. Чтобы сбалансировать его характер, использовались взаимоотношения с другими действующими лицами, при этом разработчики старались максимально скрыть информацию о прошлом Марека. Персонажа попытались сделать малоэмоциональным, уменьшив его участие в диалогах и внешне выполнить сцены так, чтобы игрок мог рассказать, как Старкиллер себя чувствовал. Разработчики попытались показать, что Гален Марек также мог бы принадлежать оригинальной трилогии «Звёздных войн», сделав происходящее в игре более быстрым, а события интенсивными. В интервью с генеральным продюсером серии The Force Unleashed Хэйденом Блэкменом, опубликованном в газете The Guardian, было сказано, что большинство тестовых игроков считали: персонаж должен полностью искупить свою вину к окончанию игры.
Старкиллер получил свой голос и черты лица от американского актёра Сэма Уитвера. Согласно словам Блэкмена — его сотрудники сильно сомневались по поводу Уитвера, но он всё равно был лучше остальных кандидатов: «он уже проник в разум персонажа». Для создания внешности Марека была использована технология motion capture. Хэйден Блэкмен назвал это новым подходом в LucasArts. Он также сравнивает Сэма с Биллом Найи, который в свою очередь сыграл Дейви Джонса в серии фильмов «Пираты Карибского моря». Сэм Уитвер не только дал персонажу внешнее сходство, но и вложил в него новые идеи, а также ощущение человечности. Уитвер также сообщил, что не против вернуться к роли Старкиллера в будущем.
Во время проектирования The Force Unleashed II разработчики собирались заменить основного персонажа серии на другого «пользователя силы» или какого-либо персонажа из вселенной «Звёздных войн». Но в конечном счёте решили оставить Галена Марека в качестве протагониста, так как сильно к нему привязались и хотели показать больше историй о персонаже и построить франшизу вокруг него. Блэкмен прокомментировал возвращение Старкиллера из мира мертвых так: «все обрело смысл и встало на свои места». Разработчики пытались сделать The Force Unleashed более сосредоточенным на главном герое, акцентируя внимание на поиске Старкиллером своей настоящей личности.

## Характеристика
Представьте: у вас есть основной персонаж киноэпопеи — это Дарт Вейдер. Также, у вас есть самый героический персонаж — это Люк Скайуокер. И потом, вы получаете самого крутого персонажа — Старкиллера.
По словам Уитвера, он видит персонажа состоящим из нескольких частей, взятых у различных действующих лиц: «две части Хана Соло, одна часть Дарта Мола, одна Индианы Джонса… и основная часть его состоит из Люка Скайуокера», отмечая, что «за всем этим должен скрываться этот паренёк с широко раскрытыми глазами, который пытается выяснить, что, чёрт возьми, делать». Согласно словам Уитвера, характер и личность Марека зависят от того, с кем он общается и в каких обстоятельствах находится. Также, он назвал его поистине интересным парнем. Несмотря на то, что в начале первой части игры он выступает в качестве злодея, Блэкмен назвал его человеком, понёсшим потерю в детстве.
Хэйден Блэкмен подметил, что в первом Force Unleashed Старкиллер был охотником, тогда как во второй части — беглецом. Мэтт Филбрендт, один из продюсеров The Force Unleashed II, рассказывал, что Гален Марек во второй части игры пытается найти ответы на то, кто он и что это значит: быть человеком.

## Появления
Старкиллер дебютировал вне вселенной Звёздных Войн. Первое появление персонажа произошло в игре Soulcalibur IV. Как Дарт Вейдер и Йода — он является приглашённым персонажем. В данной игре он известен только под именем «Ученик». По сюжету игры: Марека отправляют с заданием исследовать раскол в пространстве, который всё время разрастается. Ученик проходит через раскол и оказывается во вселенной Soulcalibur. После победы над Алголом, он возвращается к Вейдеру без душ (Edge и Calibur), посчитав их бесполезными. За неповиновение Старкиллера Вейдер наказывает его, применив удушье Силы, из-за чего Ученик достаёт световой меч и готовится сразиться со своим учителем. Старкиллер также появляется в Star Wars: Visions of the Blade, бесконечном комиксе-кроссовере, который сосредотачивается на объединении вселенных Soulcalibur и Звёздных Войн.
В видеоигре, также как и в адаптациях романа и комиксов, Дарт Вейдер посылает своего ученика убивать джедаев, которые смогли пережить Великое истребление (событие, изображённое в третьем эпизоде). Сначала существование Старкиллера сохраняется в тайне, но после того, как он был обнаружен Императором, Вейдер отсылает его найти врагов Империи и объединить их. Позже Лорд Вейдер предаёт своего ученика и пытается убить тех, кто успел объединиться против Империи, но Марек жертвует своей жизнью ради повстанцев и становится мучеником для них. Во время своих заданий Гален влюбляется в Джуно Эклипс — пилота Империи. Если игрок выбирает не каноническую концовку, то Старкиллер пытается убить Вейдера вместо Императора, но проигрывает схватку и становится рабом, облачённым в доспехи, аналогичные доспехам Дарта Вейдера. «Лорд Старкиллер» появляется в этом костюме в дополнении Ultimate Sith Edition, который продолжает путь тёмной стороны как история «Что если бы?». Однако канонической считается вторая концовка — концовка светлой стороны, которая использовалась в адаптации романа и сиквеле игры.
По сюжету сиквела комиксов, романа и видеоигры — протагонистом является клон Галена Марека. Клона преследуют видения в виде воспоминаний настоящего Старкиллера. После побега с Камино, Старкиллер отправляется на поиски ответа на вопрос: кто он и своей возлюбленной Джуно Эклипс, которую похитил Дарт Вейдер. В игре, также как и в предыдущей, есть две концовки. Если игрок выбирает светлую сторону, то Старкиллер побеждает Вейдера, но щадит и пленяет его, также спасает Джуно. Однако, если игрок выбирает тёмную сторону, не каноническую, — Старкиллер пытается добить Вейдера, но его останавливает и убивает другой успешно натренированный клон. «Тёмный клон» появляется в дополнительно загружаемом контенте, действия которого происходят на Эндоре.
Старкиллер появляется в игре Lego Star Wars III: The Clone Wars под именем «Ученик Вейдера», как скрытый персонаж. Чтобы его открыть, нужно собрать все мини-наборы на уровне «Защитники мира».

## Критика и отзывы

В неканонической, «тёмной» концовке игры The Force Unleashed — Старкиллер стал учеником Императора. Этот редизайн был использован в дополнении Ultimate Sith Edition. GamesRadar раскритиковал Лорда Старкиллера, назвав его Вейдером со шлемом Боба Фетта

UGO Networks поставил персонажа на 50 место в топ персонажей Звёздных Войн расширенной вселенной. Джесси Шеден назвал появление Старкиллера в Soulcalibur IV вторым лучшим приглашённым персонажем в серии: «История Soulcalibur IV про дихотомию добра и зла, испорченности и искупления… Старкиллер — это темный джедай, который находится на перепутье. Он может либо служить своему хозяину и взять контроль над галактикой, либо сбежать и отправиться на поиски своей судьбы», позже он добавил Старкиллера в список персонажей, которые могли бы участвовать в современном файтинге. Крис Буфа поставил персонажа на 24 место в списке игровых красавчиков, заявив, что «никто не сравнится с <этим> плохим мальчиком». Джесси Шеден назвал Старкиллера одним из самых перспективных персонажей, которые появились осенью 2008 года. После релиза The Force Unleashed, Роберт Уоркмен из GameDaily назвал персонажа одним из своих любимых в видеоиграх по Звёздным войнам. Буфа поместил Старкиллера в топ персонажей-предателей. Джесси Шеден назвал Старкиллера одним из лучших актёров видеоигр: «Он высвободил Силу так, как нам никогда не показывали в фильмах, и в конечном итоге подарил надежду далёкой, далёкой галактике».
UGO Networks оценил работу Сэма Уитвера в образе Марека и записал его в список 11 знаменитых актёров озвучивания в видеоиграх. Крис Буфа поставил Старкиллера на 19 место в списке 25 антигероев, где прокомментировал: «Мысль о том, что он прорезал себе путь через хороших парней как Ситх — наполнила нас убийственным весельем», также он похвалил персонажа за переход на светлую сторону. Джесси Шеден считал историю персонажа «хорошей и завершённой», и выразил мысль, что его появление в предстоящем телесериале о Звёздных Войнах было бы нежелательным. На сайте IGN Старкиллер в голосовании «Любимый персонаж звёздных войн» получил 10 место от читателей. Позже, IGN поставили персонажа на 34 место в этом же списке. На сайте GameSpot в голосовании «Лучший персонаж видеоигр всех времён» Ученик (как он представлен в Soulcalibur IV) проиграл в первом же раунде против Нико Беллика, персонажа из Grand Theft Auto IV — Старкиллер получил 44,9 % голосов. Читатели журнала Game Informer поставили Галена Марека на 17 место в топе персонажей видеоигр.
Денис Гундоров, редактор журнала «Лучшие компьютерные игры» раскритиковал появление Старкиллера в классической трилогии (неканонической концовке), хотя также отметил, что такой исход событий совпадает с догматическим правлением ситхов. Кирилл Токарев, также редактор из «ЛКИ», после выхода Force Unleashed II назвал его слишком сильным персонажем. Он сравнивает силу Марека с Кратосом из серии God of War и намекает на его превосходство над Кайлом Катарном — персонажем расширенной вселенной Звёздных Войн. Рецензент веб-сайта Absolute Games Владимир Павлов похвалил гардероб персонажа: «по прикиду на каждую посещенную планету, не считая бонусных перевоплощений» и его боевые навыки, в частности владение мечом и способности к обучению. В своём обзоре, в журнале «Игромания», Роман Епишин позитивно оценивал его навыки владения Силой и световым мечом. Ольга Крапивенко, обозреватель ресурса 3DNews Daily Digital Digest, называла Старкиллера идеальным убийцей. Непреклонный, решительный и гордый по натуре, он сражался не на жизнь, а на смерть. Описывая его как хладнокровного, жестокого и искусного воина, она заявляла, что только упорный труд развил его способности и лишь вероломное предательство привело персонажа к гибели.

## Связанная продукция
Hasbro выпустило множество экшен-фигурок Галена, вместе с остальными персонажами из серии Star Wars: The Force Unleashed. Лего версия Старкиллера была выпущена как одна из трёх фигурок в наборе Rogue Shadow.